# Лайман-альфа пузырь

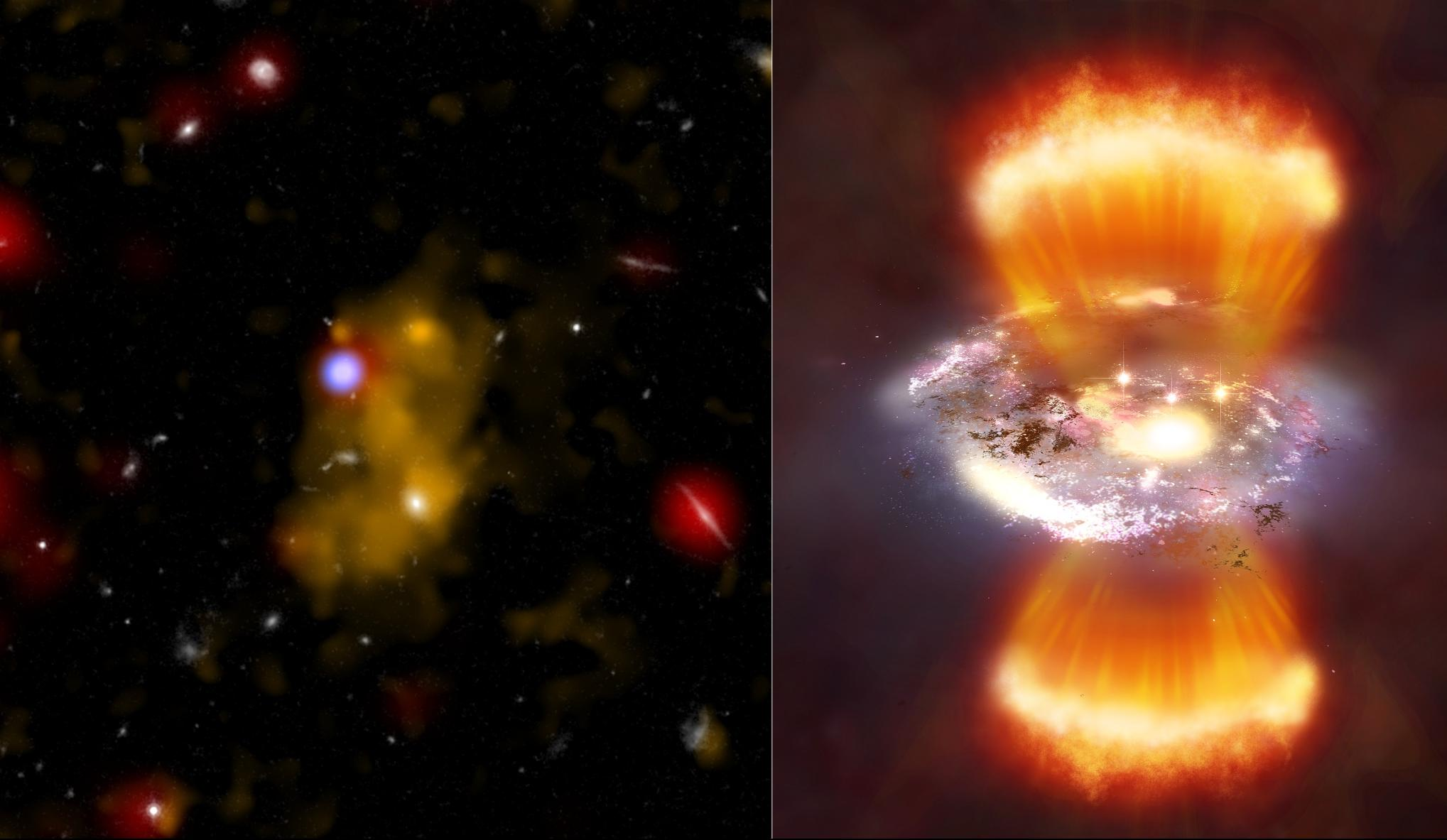
Гигантский пузырь Лайман-альфа LAB-1 (слева) и художественное представление этого объекта из непосредственных окрестностей (справа).

Лайман-альфа пузырь (англ. Lyman-alpha blob) — крупная концентрация газа, излучающего в линии Лайман-альфа. Это одни из крупнейших отдельных объектов во Вселенной. Некоторые из таких газовых структур в поперечнике достигают 400 тысяч световых лет. Их обнаруживают в областях Вселенной с высокими красными смещениями, поскольку сама линия Лайман-альфа излучается в ультрафиолетовом диапазоне. Поскольку земная атмосфера плохо пропускает фотоны ультрафиолетового излучения, то для обнаружения пузырей Лайман-альфа требуется, чтобы спектральные линии испытали существенное красное смещение.
Наиболее известные пузыри Лайман-альфа были открыты в 2000 году Штейделем и коллегами. Мацуда и коллеги по данным телескопа Субару продолжили поиск объектов нашли более 30 новых пузырей Лайман-альфа в том же поле, что было исследовано Штейделем и коллегами, хотя новые объекты оказались меньше, чем первоначально открытые. Такие пузыри образуют структуру более 200 млн световых лет в поперечнике. На настоящее время неизвестно, прочерчивают ли такие пузыри области повышенной концентрации галактик в области Вселенной с высоким красным смещением (радиогалактики с высоким красным смещением часто обладают протяжённым гало, излучающим в линии Лайман-альфа), также неизвестен механизм, под действием которого создаётся излучение в линии, неизвестно и то, как связаны пузыри Лайман-альфа с окружающими галактиками. Пузыри Лайман-альфа могут представлять собой важные объекты, позволяющие прояснить процесс формирования галактик.
Наиболее массивные пузыри Лайман-альфа открыли Штейдель и др. (2000 год), Фрэнсис и др. (2001 год), Мацуда и др. (2004 год), Дей и др. (2005 год), Нильссон и др. (2006 год), и Смит & Джарвис и др. (2007 год).